# Escudo de Sobrarbe
El escudo de Sobrarbe, o árbol de Sobrarbe, también conocido como escudo de Aínsa, es de oro con una encina arrancada en su color, surmontada por una cruz latina de gules.

Primer testimonio en 1499 del emblema del árbol de Sobrarbe identificado de modo mítico a partir del como el blasón más antiguo en relación con los orígenes de Aragón. Fabricio Vagad, Crónica de Aragón. Incunable impreso en Zaragoza por Pablo Hurus.

Se documenta por vez primera en 1499 en la portada de la Crónica de Aragón, un incunable de Fabricio Vagad impreso en Zaragoza por Pablo Hurus. En el cuartel del jefe aparece la encina de Sobrarbe, que remitía a la leyenda de un supuesto reino de Sobrarbe, antecedente del Reino de Aragón.
Desde su aparición muy cerca del siglo XVI hasta mediados de dicho siglo fue bastante reproducido, puesto que era un sello habitual de las impresiones de fueros y otros libros oficiales aragoneses en la imprenta de Pablo Hurus. Sin embargo, en la segunda mitad del siglo XVI, el gran historiador Jerónimo Zurita rechazó la creación emblemática de Vagad al considerarlo una «invención moderna», y no apareció, por tanto, en las portadas de sus Anales de la Corona de Aragón y otros frontispicios de la época. En 1590 el blasón renacentista del árbol de Sobrarbe (sin duda emblema parlante) vuelve a ser utilizado, precisamente al calor de la reivindicación foral que supusieron las Alteraciones de Aragón de 1591, y ya no se volvería a rechazar su uso, que acabó formando parte del escudo oficial de Aragón tras la llegada de la democracia.
Con relación a otros emblemas asociados desde los siglos XIV y XV al reino privativo de Aragón (la Cruz de Íñigo Arista y la Cruz de Alcoraz), la encina de Sobrarbe no fue utilizada como emblema por los reyes de Aragón, sino que surgió a finales del siglo XV a partir de la visión de la leyenda y la emblemática que debió tener la aristocracia aragonesa del entorno del Justicia, y fue reivindicado desde finales del siglo XVI por la Generalidad de Aragón como símbolo de las libertades, la precedencia de los fueros al monarca y la antigüedad de la legendaria dinastía real de Sobrarbe, pese a que el territorio de Sobrarbe en los orígenes de Aragón estaba controlado por Al-Ándalus gracias al núcleo urbano islámico de Boltaña. Frente al escepticismo de Zurita con respecto al emblema, Jerónimo Blancas (historiador menos riguroso con las fuentes y más propenso a aceptar leyendas que Zurita) fue su gran valedor y a partir del siglo XVII se introduce en el sello heráldico de los Diputados del Reino e incluso en la fachada del monasterio nuevo de San Juan de la Peña.
Figura en el primer cuartel del escudo de Aragón. Esta posición se justifica por una leyenda, por la que sería el más antiguo de los cuatro blasones que componen el escudo del reino. Según distintas versiones, en Sobrarbe antes de elegir rey los aragoneses redactaron fueros que el rey estaría obligado a cumplir so pena de ser sustituido. Hubo interpretaciones históricas acientíficas, condensadas en la leyenda de los Fueros de Sobrarbe, que incluso antepusieron la creación del justiciazgo y elección del primer Justicia al nombramiento del primer monarca, que no sería sino el primero entre iguales sin más peso que el conjunto del reino en caso de oposición. Esta fue una creencia tradicional muy difundida en Aragón.
Apoyando su antigüedad, se ha intentado ver cierta similitud con las monedas de dinero jaqués (ver en mundimoneda.com), en las que figuran representaciones de una cruz ceremonial acompañada de ramos, como era común en el norte peninsular en la Edad Media con pequeñas variaciones, si bien estas cruces no se relacionen con un árbol, sino con la cruz procesional o la cruz de las victorias cristiana, presentes en emblemas de otros reinos peninsulares. Estas cruces se llevaban a batalla sobre un astil y eran portadas por un sacerdote delante del ejército, especialmente en la guerra contra "el infiel". En las mismas monedas también se había inspirado Pedro el Ceremonioso para la creación del blasón de Íñigo Arista, segundo cuartel en el escudo de Aragón, en representación de su legitimidad como descendiente de este monarca que no estaba bajo fueros aragoneses y era antecesor del primer monarca aragonés.
Por ello, la encina de Sobrarbe fue símbolo de las libertades aragonesas. La anteposición del derecho frente a las arbitrariedades del poder real, posibles en otros reinos, vigentes desde Pedro el Grande hasta la pérdida de los fueros. Es casi un símbolo contrario a la corona, que no lo usaba en sus composiciones.
Desde hace mucho tiempo se sabe que aquella leyenda es una invención política, al aire de las luchas entre la Unión y la corona. Lo cierto es que la estirpe real descendía del rey navarro desde donde Aragón pasó de condado a reino. Sin duda se trata del último blasón en ver la luz como tal, de los que componen el escudo de Aragón, siendo el último en tener su primera representación heráldica. Esto viene avalado porque la supuesta creación del escudo no ocurre en tiempos heráldicos en la zona, ni siquiera el empleo de colores naturales se correspondería con las primeras etapas heráldicas. 
Sin embargo el fondo mismo de su reivindicación perduró hasta la recuperación de los derechos civiles frente al poder mediante los ordenamientos constitucionales. Si bien la forma se demostró falsa, ésta no era robada de la identidad de otro pueblo ya que se siguió nombrando como de Sobrarbe o de Aínsa (como luego veremos). El significado se mantenía vigente y con fuerza, así que el escudo pervivió por la fuerza de lo representado, dentro del campo del escudo aragonés hasta su ubicación final en el primer cuartel.
Se trata de armas parlantes, la cruz sobre árbol es Sobrarbe. Sobre esto, también se creó una justificación legendaria. Según una de sus versiones, Garci Jiménez fue sorprendido cerca de Aínsa (Sobrarbe) por los musulmanes en inferioridad numérica. En este grave aprieto divisó una luminosa cruz sobre una encina, por lo que arengó a las tropas que resistieron hasta que llegó ayuda de la cercana población, incluidos mujeres y niños, convirtiendo la segura derrota en una importante victoria. Hay otros protagonistas de esta historia, incluso otros lugares, según la versión.
García Jiménez o Garci Ximénez es un personaje oscuro de la historia. Posiblemente su legendaria imagen sea fusión de varios personajes de nombre similar y distintas fechas. Su historia se mezcla y se confunde con la de Íñigo Arista, posible descendiente suyo, en Navarra, Aragón, Sobrarbe y Bigorra. También es el mítico iniciador de las dinastías Jimena e Íñiga, con lo cual, volvemos a relacionar este símbolo con el del segundo cuartel del escudo del reino. También se dice que estuvo en el episodio de los aragoneses eligiendo rey antes mencionado, pero en una versión que no ocurría en Sobrarbe.